# 식물번식

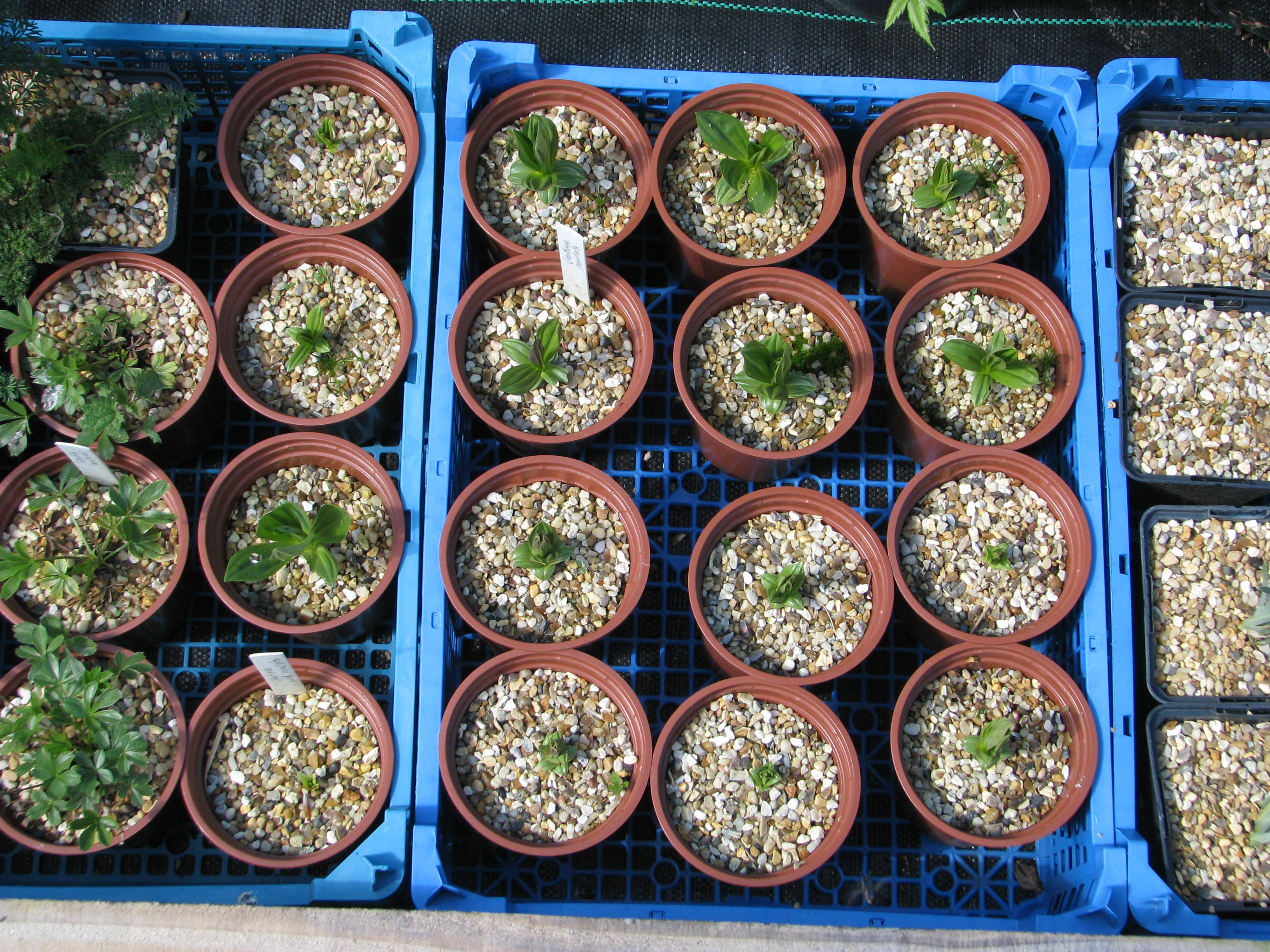
용담속 씨

식물번식(plant propagation)은 종자, 꺾꽂이, 기타 식물 부분을 포함한 다양한 출처에서 새로운 식물이 자라는 과정이다. 식물 번식은 인공적으로 또는 자연적으로 씨앗을 퍼뜨리는 것을 모두 의미할 수 있다.
번식은 일반적으로 식물 성장의 전체 주기의 한 단계로 발생한다. 종자의 경우 숙성 및 분산 후에 발생한다. 영양 부분의 경우 분리 또는 가지치기 후에 발생한다. 딸기와 같은 무성생식 식물의 경우, 새로운 식물이 기존 부분에서 자라면서 발생한다. 식물 번식은 유성, 무성(영양), 겹겹이, 접목의 네 가지 기본 유형으로 나눌 수 있다.
원예와 농업 분야에서는 매일 수많은 식물이 번식되고 있다. 식물의 번식에 일반적으로 사용되는 재료는 씨앗과 삽목이다.
식물 번식의 사용은 의료 식물 육종에 점점 더 대중화되고 있다. 약용 식물의 사용을 포함하는 전통 의학을 활용하는 세계가 많기 때문에 식물 번식의 활용이 매우 중요해졌다. 이는 점점 인기를 얻고 있는 약초 커뮤니티와도 관련이 있다. 식물 번식의 활용은 식품 생산에서도 중요하다. 매년 식단 변화를 고려하면 세계는 끊임없이 변화하고 있으며 점점 더 많은 생산이 필요하다. 식물 번식은 식량 공급원에서 중요한 역할이 되었다.

## 같이 보기
- 수양버들